# Katalog der Bischöfe von Schleswig
Der Katalog der Bischöfe von Schleswig ist eine kurze Auflistung der ersten Bischöfe des Bistums Schleswig, die wahrscheinlich zwischen 1043 und 1085 entstand.
Er ist in einer Handschrift des Abdinghofklosters erhalten. Er zählt die Namen der Bischöfe, ihr Todesdatum ohne Jahr und die Dauer ihrer Amtszeit auf. Der Katalog scheint im Wesentlichen richtig zu sein und lässt sich mit anderen historischen Zeugnissen meist in Einklang bringen. 
Bischöfe
- Hored, 24 Jahre, entspricht 948–972, für 948 in Chronik genannt
- Adaldag, 12 Jahre, entspricht 972–984
- Folkbert, 7 Jahre, entspricht 984–991, 988 in Urkunde genannt
- Marco, 19 Jahre, entspricht 991–1010
- Poppo, 6 Jahre, entspricht 1010–1016
- Esico, 10 Jahre, entspricht 1016–1026, Todesjahr 1026 in Annalen genannt
- Rudolf, 8 Jahre, entspricht 1026–1034
- Ratolf, ohne Amtszeit und Todesdatum

## Drucke
- Georg Waitz u. a. (Hrsg.): Scriptores (in Folio) 13: Supplementa tomorum I-XII, pars I. Hannover 1881, S. 349–350 (Monumenta Germaniae Historica, Digitalisat)
- Johann Martin Lappenberg: Über die Chronologie der älteren Bischöfe der Diöcese des Erzbisthums Hamburg. In: Archiv der Gesellschaft für ältere deutsche Geschichtskunde, 9, 1847, S. 397